# William S. Darling
William S. Darling, właśc. Vilmos Béla Sándorházi (ur. 14 września 1882 we wsi Sándorháza, zm. 15 grudnia 1963 w Laguna Beach) – amerykański scenograf filmowy pochodzenia węgierskiego. 

## Kariera
Urodził się w Austro-Węgrzech na terenie historycznego Banatu (obecnie w Rumunii). Początkowo, zgodnie z życzeniem ojca, studiował architekturę. Później przeniósł się na Akademię Sztuk Pięknych w Budapeszcie, gdzie studiował malarstwo. Kontynuował naukę na tym kierunku na stypendium w paryskiej École des Beaux-Arts.
W 1910 wyemigrował do Nowego Jorku, gdzie przybrał najpierw nazwisko Adalbert Sandorhazi i utrzymywał się jako malarz-portrecista. W czasie I wojny światowej, za namową żony Gwendolin Darling, przybrał jej panieńskie nazwisko. 
Na początku lat 20. przeniósł się do Hollywood, gdzie pracował jako szef pionu scenograficznego w wytwórni 20th Century Fox. W latach 1921–1954 stworzył scenografię do ponad 60 filmów. Trzykrotnie zdobył Oscara za najlepszą scenografię do filmów: Kawalkada (1933) Franka Lloyda, Pieśń o Bernadetcie (1943) Henry'ego Kinga oraz Anna i król Syjamu (1946) Johna Cromwella. Łącznie był siedmiokrotnie nominowany do tej nagrody.